# Mago Merlino (serie televisiva)
Mago Merlino (Mr. Merlin) è una serie televisiva statunitense in 22 episodi trasmessi per la prima volta nel corso di una sola stagione dal 1981 al 1982. 
È una sitcom fantastica incentrata sulle vicende del mago Merlino nei panni di Max Merlin, un meccanico di San Francisco ai giorni d'oggi.

## Trama
Il mago Merlino ricompare sulla Terra nei panni di un meccanico di San Francisco con il compito di trovare un erede nelle arti magiche pena la perdita di tutti i suoi poteri. Lo trova per caso in un ragazzo, Zachary Rogers, inizialmente scettico, che diventa così il suo mago apprendista. Leo Samuels è il miglior amico di Zac e non ha naturalmente la minima idea del fatto che il suo amico sia un mago apprendista. Le situazioni comiche della serie nascono perlopiù dai vari tentativi di Zachary di utilizzare i suoi poteri per trarre vantaggi nelle sue situazioni quotidiane, come appuntamenti con le ragazze o il rendimento a scuola.

## Personaggi e interpreti
- Max Merlin/Mago Merlino (22 episodi, 1981-1982), interpretato da Barnard Hughes.
- Zachary Rogers (22 episodi, 1981-1982), interpretato da Clark Brandon.
- Leo Samuels (22 episodi, 1981-1982), interpretato da Jonathan Prince.
- Alexandra (22 episodi, 1981-1982), interpretata da Elaine Joyce.
È un'amica di Merlin.
- Ragazzo (4 episodi, 1981-1982), interpretato da Phil Morris.
- Ragazza (2 episodi, 1981-1982), interpretata da Anna Garduno.
- Ann Wardell (2 episodi, 1981-1982), interpretata da Anne Seymour.
- Pete (2 episodi, 1981-1982), interpretato da Lou Wills Jr..
- Elizabeth Rogers (2 episodi, 1982), interpretata da Betty Garrett.

### Guest star
Tra le guest star: Richard Basehart, Stacy Keach, Sr., Scott McGinnis, Mel Stewart, Holly Gagnier.

## Produzione
La serie, ideata da Larry Rosen e Larry Tucker, fu prodotta da Columbia Pictures Television e Larry Larry Company e girata a Burbank (nel Columbia/Warner Bros. Ranch) e a San Francisco in California. Le musiche furono composte da Ken Harrison.

### Registi
Tra i registi sono accreditati:
- Bill Bixby in 6 episodi (1981-1982)
- Harry Winer in 4 episodi (1981-1982)
- Alan Myerson in 3 episodi (1981-1982)
- James Frawley in 2 episodi (1982)
- Leo Penn in 2 episodi (1982)

### Sceneggiatori
Tra gli sceneggiatori sono accreditati:
- Larry Rosen in 20 episodi (1981-1982)
- Larry Tucker in 20 episodi (1981-1982)
- Tom Chehak in 4 episodi (1981-1982)
- Tim Maschler in 3 episodi (1981-1982)

## Distribuzione
La serie fu trasmessa negli Stati Uniti dal 7 ottobre 1981 al 22 marzo 1982 sulla rete televisiva CBS. In Italia è stata trasmessa con il titolo Mago Merlino.
Alcune delle uscite internazionali sono state:
- negli Stati Uniti il 7 ottobre 1981 (Mr. Merlin)
- in Svezia il 17 gennaio 1983
- in Francia il 4 febbraio 1983 (Un certain monsieur Merlin)
- in Germania Ovest il 17 settembre 1983
- in Italia (Mago Merlino)

## Episodi
| Stagione       | Episodi | Prima TV USA |
| -------------- | ------- | ------------ |
| Prima stagione | 22      | 1981-1982    |